# 大垣西インターチェンジ
大垣西インターチェンジ（おおがきにしインターチェンジ）は、岐阜県大垣市にある東海環状自動車道のインターチェンジである。不破郡垂井町や揖斐郡池田町の最寄りインターチェンジ。
2024年4月10日よりETC専用インターチェンジに変更。ETC非搭載車は利用できない。
当ICから外回りを走行した場合の終点となる大野神戸ICと、内回りを走行した場合の終点となる養老ICはいずれもETC専用インターチェンジとして運用されているため、ETC非搭載車は大野神戸ICと養老IC間の東海環状自動車道を利用できなくなった。

## 歴史
- 2010年（平成22年）：4月から10月にかけて、建設予定地の荒尾南遺跡が発掘調査された。
- 2012年（平成24年）9月15日 : 大垣西IC - 養老JCT間 開通に伴い供用開始[2]。
- 2019年（令和元年）12月14日 : 大野神戸IC - 大垣西IC間 開通[3]。
- 2024年（令和6年）4月10日 : 料金所がETC専用になる[4]。

## 周辺
- 平和堂 ノースウエスト店
- 荒尾駅（JR東海道本線・美濃赤坂線）
- 南荒尾信号場（JR東海道本線）
- 太平洋工業 本社
- 御首神社

## 接続する道路
- 直接接続
  - 国道21号（岐大バイパス）
  - 岐阜県道50号大垣環状線
- 間接接続
  - 岐阜県道214号養老赤坂線
  - 岐阜県道231号荒尾笠縫線

## 料金所
- ブース数 : 5

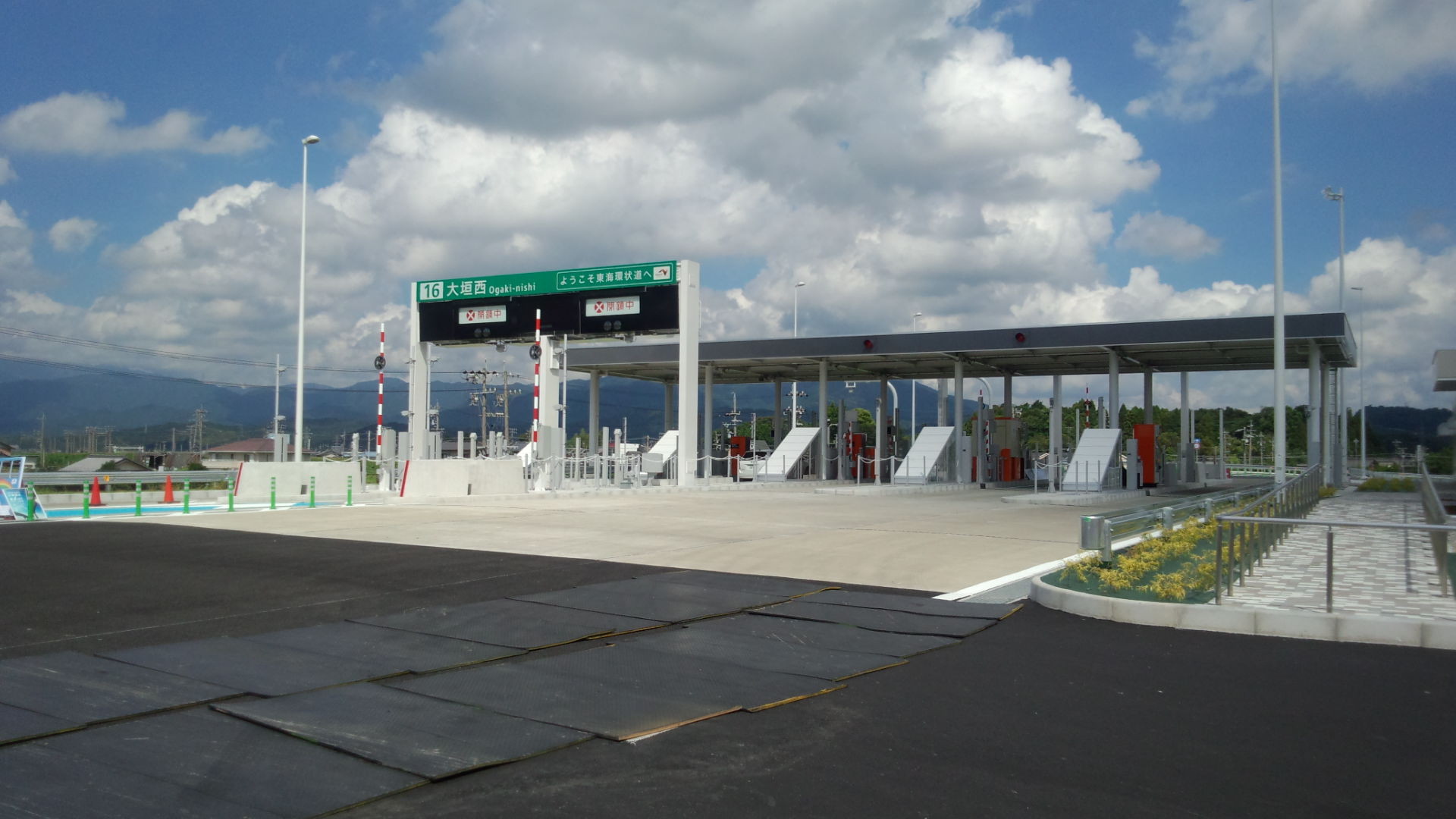
供用開始直前の料金所（2012年9月1日撮影）

レーン運用は、時間帯やメンテナンスなどの事情によって変更される場合がある。

### 入口
- ブース数 : 2[5]
  - ETC専用 : 1　
  - ETC/サポート : 1

### 出口
- ブース数 : 3[5]
  - ETC専用 : 2
  - サポート : 1

## 隣
C3 東海環状自動車道
(15)大野神戸IC - (16)大垣西IC - (26-1)養老JCT - (17)養老IC